# Nachdichtung
Eine Nachdichtung ist die Übertragung eines Textes in eine vom Original abweichende Sprache, wobei – im Gegensatz zur wörtlichen Übersetzung – die Erhaltung der Ausdrucksstärke, der Stimmung und des Gehalts im Vordergrund steht. Der Begriff wird insbesondere bei lyrischen Werken, Dichtungen und Liedern verwendet, wo eine Nachdichtung nicht nur den Inhalt des Originals wiedergeben soll, sondern auch z. B. den Sprechrhythmus, das Versmaß oder die Reimform des Originals.
Insbesondere bei archaisch-philosophischen Texten besteht aufgrund der Unterschiede bzgl. der Sprache, Tradition, Geschichte und Kultur die Schwierigkeit einer originalgetreuen Transformation der Stilmittel. Somit wird in der Regel weniger auf die formale als vielmehr auf die inhaltliche Analogie zwischen dem Original und der Nachdichtung Wert gelegt.
Folglich ist für eine hochwertige Nachdichtung eine entsprechende philologische Präzision zwar eine notwendige Voraussetzung, darf für sich allein genommen jedoch keinesfalls als Garant für einen erfolgreichen Transport des Sprachmaterials gesehen werden. Vielmehr ist für ein echtes, tiefgreifendes Verständnis des Nachdichters für seine Textvorlage eine umfassende Kenntnis über den Autor, seine sozialen und gesellschaftlichen Lebensumstände sowie geschichtliche Einordnung vonnöten.
Ziel der Arbeiten von Nachdichtern muss es sein, das Lebensgefühl und die Gedanken fremder Kulturen und Nationen der eigenen Sprachgemeinschaft zugänglich zu machen und möglichst unverfälscht zu vermitteln.
Ebenso wie das Originalwerk unterliegt auch die Nachdichtung dem Urheberrecht.
Die Bedeutung von Nachdichtern im Vergleich mit dem Originalautor wird in der Öffentlichkeit oft als nachrangig bewertet. Dies wird nicht zuletzt durch die Betrachtung des Honorars deutlich: „Während die Autorenhonorare für deutsche Originaltexte zwischen 10 und 13 Prozent [des Buchverkaufspreises] lagen, erhielt ein Nachdichter seit den sechziger Jahren in der Regel 3,50 Mark pro Verszeile und Übersetzer – gestaffelt nach Schwierigkeitsgrad – zwischen 10 und 20 Mark pro Seite, prominente Übersetzer bis zu 30 Mark pro Seite und bei hohen Auflagen zusätzliche Tantiemen.“ (Fenster zur Welt, 2003)
Zu den bekannten Nachdichtern zählen u. a. Avianus (um 400 n. Chr.), Livius Andronicus (3. Jh. v. Chr.), Georg Rodolf Weckherlin (1584–1653), Johannes Bobrowski (1917–1965), Heinz Czechowski (1935–2009), Róža Domašcyna (* 1951) und Frank Viehweg (* 1960).